# 渡部信
渡部 信（わたなべ しん、1884年〈明治17年〉8月16日 - 1973年〈昭和48年〉12月13日）は、日本の宮内官僚。帝室博物館総長（第6代）。宮中顧問官。貴族院勅選議員。文献によっては渡辺 信あるいは渡邊 信と表記される。位階勲等は、正三位勲一等瑞宝章・旭日中綬章。

## 経歴
下野国壬生藩（栃木県下都賀郡壬生町）出身で日光二荒山神社や三嶋大社の宮司を務めた渡邊邁の二男として生まれる。
1908年（明治41年）、東京帝国大学法科大学仏法科を卒業。逓信書記官、東京帝国大学法科大学講師を経て、宮内省式部官となり、内務参事官や外務書記官を兼ねた。さらに宮内省参事官、内大臣府御用掛、大臣官房文書課長、 宗秩寮審議官、図書頭・諸陵頭、帝室博物館総長（現東京国立博物館・奈良国立博物館・京都国立博物館の総称）、宮中顧問官、日仏協会理事を歴任した。
戦時中に東京帝室博物館収蔵品を奈良帝室博物館倉庫、多摩御陵倉庫、高松宮御別邸（福島県猪苗代町）に疎開させ、疎開中は東京では東京収蔵品の精巧なレプリカ展示とギャラリートークを毎日開催した。また正倉院御物も奈良帝室博物館収蔵庫に疎開させた。
1946年（昭和21年）9月4日に貴族院議員に勅選され、貴族院廃止まで在任した。
その他、日本郵船監査役を務めた。1955年（昭和30年）10月1日には日本郵船創立70周年記念品として銀彫花唐草文煙草入が贈られた。
1924年（大正13年）2月20日、旧蔵書和漢書3,784冊を東京大学総合図書館に寄贈し現在も「渡部文庫」と呼ばれている。 生前の1911年（明治42年）に渡部文庫の売出しがあった際、狩野亨吉により悉く購入され、それらは東北大学狩野文庫や九州大学に多数所蔵されている。
谷中霊園に眠る。

## 栄典
位階
- 1944年（昭和19年）9月6日 - 正三位[10]

勲章等
- 1940年（昭和15年）8月15日 - 紀元二千六百年祝典記念章[11]
- 1943年（昭和18年）11月11日 - 勲一等瑞宝章
- 旭日中綬章（勲三等）
- レジオンド・ヌール勲章
- 1973年（昭和48年）1月4日 -  国家功労勲章コマンドゥール（フランス）
- ロシア勲章
- ルーマニア勲一等王冠勲章
- スペイン勲二等章

## 親族
- 祖父  渡邉宗玄 - 下野国壬生藩医
- 父  渡邉邁 - 日光二荒山神社宮司、三嶋大社宮司、早稲田大学教授
- 従兄[12] 関屋貞三郎[注釈 1] - 宮内次官（第11代）、枢密顧問官・静岡県知事（第17代）、貴族院議員、母子愛育会理事長
  - 妻：キヌ - 女子学習院出身、父は長田銈太郎 [注釈 2]
    - 長男・正彦 - 東京帝国大学卒
    - 二男・友彦 - 東京大学卒、妻は大河内松平宗家12代当主・大河内正倫（子爵）の娘。
    - 三男・光彦 - 津田塾大学教授、妻は文部大臣・森有礼の孫関屋綾子。
    - 長女・淑子 - 女子学習院出身、京都府知事・木内重四郎の長男良胤[注釈 3]の妻
      - 孫・昭胤 - 駐フランス特命全権大使、住友銀行顧問、アクサ生命保険会長
        - 曾孫・孝胤 - 衆議院議員
- 脇水鐡五郎 - 妹潔子の夫[12]。東京帝国大学名誉教授（地質学者）
- 小田切良太郞 - 妹壽子の夫。第三高等学校教授、第四高等学校教授[12]
- 岡本英太郎 - 妹敏子の夫[5]。農商務次官（第25代）、特許局長官（第20代）、産業組合中央金庫理事長（初代、現・農林中央金庫）、錦鶏間祗候、貴族院議員